# Isidoro de Iparraguirre
Isidoro de Iparraguirre y Portillo (Madrid, 1817-†Viareggio, 26 de febrero de 1895) fue un militar español que participó en las tres guerras carlistas en el bando legitimista.

## Biografía
Nació en Madrid en el seno de una antigua familia de la nobleza española oriunda de Fuenterrabía. En 1835, cuando aun no había cumplido veinte años, se presentó en el norte para combatir en las fuerzas del infante Carlos María Isidro de Borbón en la primera guerra carlista. Fue nombrado guardia de corps e hizo la campaña hasta 1839. Figuró en el escuadrón de la Legitimidad, donde obtuvo el empleo de capitán.
Se encontró en la fracasada expedición del general conde de Negri; con ella llegó a Aragón, y fue colocado en el 3.er Regimiento de Lanceros. Según Francisco de Paula Oller, se batió «como héroe en todas ocasiones, siendo por ello objeto de las más justas recompensas por parte de sus superiores».
Emigrado a Francia, volvió a entrar en España en 1848, con motivo de la guerra montemolinista, formando parte de la escolta de Caballería de Ramón Cabrera. Poco después fue destinado al Estado Mayor General como segundo ayudante de Hermenegildo Díaz de Cevallos.
Vuelto a Francia con el empleo de coronel, regresó a España y se incorporó al ejército carlista en Navarra en 1873 y fue nombrado ayudante de órdenes de Carlos VII, desempeñando hasta el final de la guerra las funciones de secretario de campaña del pretendiente. En 1874 fue promovido al empleo de brigadier, y al de mariscal de campo el 3 de febrero de 1875. Asistió, entre otras muchas acciones, a las de Montejurra, Urnieta y Lácar, y a los sitios de Bilbao e Irún.

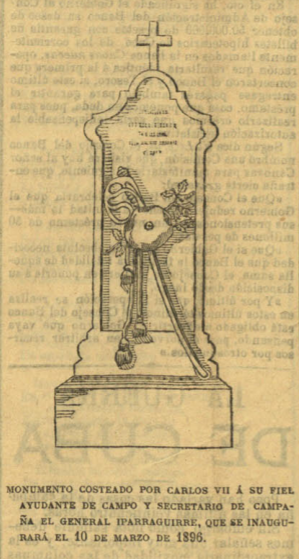
Monumento al General Iparraguirre, inaugurado en 1896 con motivo de la fiesta de los Mártires de la Tradición (dibujo aparecido en El Correo Español).

Fue ayudante de campo de Don Carlos, que le distinguió y lo apreciaba mucho. Al final de la guerra emigró nuevamente, y desde entonces estuvo al servicio de la familia real carlista. Falleció en Viareggio, en la posesión rural de Don Carlos de Borbón.
El general Iparraguirre, que debió todos sus ascensos y condecoraciones a méritos contraídos en acción de guerra, tenía dos grandes cruces: la de la Real y Americana Orden de Isabel la Católica y la del Mérito Militar blanca. Era además caballero de la de San Hermenegildo y de la de San Fernando de primera clase. Tenía, entre otras muchas, la Medalla de plata de Carlos VII y la de Somorrostro.